# Retroceso

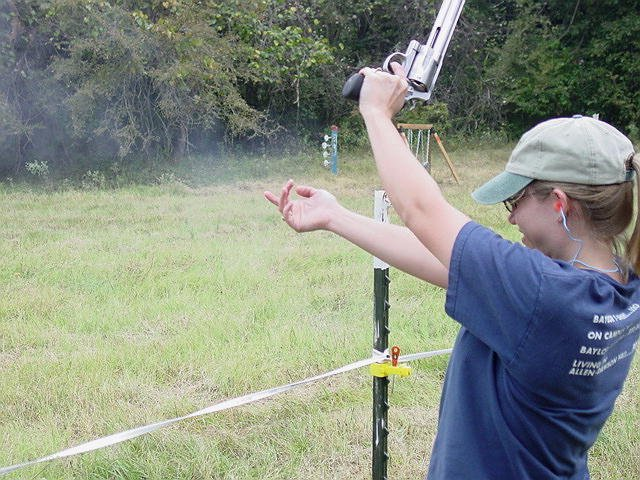
Retroceso de un revólver Smith & Wesson Modelo 500.

El retroceso (a menudo llamado también contragolpe o simplemente patada) de un arma es la fuerza hacia atrás que se genera cuando se dispara la misma. En términos técnicos, el retroceso es el resultado de la conservación del impulso, ya que según la tercera ley de Newton, la fuerza requerida para acelerar algo evocará una fuerza reaccional igual pero opuesta, lo que significa que el impulso hacia adelante ganado por el proyectil y los gases de escape se equilibrarán matemáticamente con un impulso igual y opuesto ejercido sobre el arma.

## Concepto
Cualquier sistema de lanzamiento (arma o no) genera retroceso. Sin embargo, el retroceso sólo constituye un problema en el ámbito de la artillería y las armas de fuego debido a la magnitud de las fuerzas en juego. Las presiones en la recámara del arma y las fuerzas de aceleración del proyectil son tremendas, del orden de decenas a cientos de megapascales y decenas de miles de veces la aceleración de la gravedad (g), ambas necesarias para lanzar el proyectil a una velocidad útil durante un tiempo muy corto. (normalmente sólo unos pocos milisegundos) viaja dentro del cañón. Mientras tanto, las mismas presiones que actúan sobre la base del proyectil actúan en la cara trasera de la recámara del arma, acelerando el arma hacia atrás durante el disparo con la misma fuerza con la que acelera el proyectil hacia adelante.
Esto mueve el arma hacia atrás y genera el impulso de retroceso. Este impulso de retroceso es el producto de la masa y la aceleración del proyectil y los gases propulsores combinados, al revés: el proyectil avanza, el retroceso es hacia atrás. Cuanto más pesado y rápido sea el proyectil, mayor retroceso se generará. El arma adquiere una velocidad hacia atrás que es la relación entre este impulso y la masa del arma: cuanto más pesado es el arma, más lenta es la velocidad hacia atrás. Como ejemplo, una bala de 8 g (124 gr) de Parabellum de 9×19 mm que vuela hacia adelante a una velocidad de salida de 350 m/s genera un impulso para empujar una pistola de 0,8 kg que la dispara a 3,5 m/s hacia atrás, si el tirador no tiene oposición.

### Contrarrestar el retroceso
Para detener el cañón que se mueve hacia atrás, el impulso adquirido por el arma se disipa mediante una fuerza de contrarretroceso que actúa hacia adelante y se aplica al arma durante un período de tiempo durante y después de que el proyectil sale de la boca. En armas pequeñas de mano, el tirador aplicará esta fuerza utilizando su propio cuerpo, lo que dará como resultado un impulso notable comúnmente conocido como "patada". En armas montadas más pesadas, como ametralladoras pesadas o piezas de artillería, el impulso de retroceso se transfiere a través de la plataforma sobre la que está montada el arma. Los soportes prácticos para armas de peso generalmente no son lo suficientemente fuertes como para soportar las fuerzas máximas que aceleran el arma durante el corto tiempo que el proyectil está en el cañón. Para mitigar estas grandes fuerzas de retroceso, los mecanismos de amortiguación del retroceso distribuyen la fuerza de contrarretroceso durante un tiempo más largo, normalmente entre diez y cien veces más que la duración de las fuerzas que aceleran el proyectil. Esto da como resultado que la fuerza de contrarretroceso requerida sea proporcionalmente menor y fácilmente absorbida por el soporte del arma.
Para aplicar esta fuerza de contrarretroceso, los cañones montados modernos pueden emplear un amortiguador de retroceso que comprende resortes y mecanismos de retroceso hidráulicos, similares a la suspensión amortiguadora de los automóviles. Los primeros cañones usaban sistemas de cuerdas junto con fricción de rodadura o deslizamiento para proporcionar fuerzas para frenar el cañón que retrocedía hasta detenerse. La amortiguación de retroceso permite reducir la fuerza máxima de contrarretroceso para no exceder las limitaciones de fuerza del soporte del arma.

#### Aporte de gases propulsores
Los cañones modernos también emplean frenos de boca de manera muy efectiva para redirigir algunos de los gases propulsores hacia atrás después de la salida del proyectil. Esto proporciona una fuerza de contrarretroceso al cañón, lo que permite que el sistema de amortiguación y el soporte del arma se diseñen de manera más eficiente con un peso aún menor.
Los gases propulsores se aprovechan aún más en las armas sin retroceso, donde gran parte del gas a alta presión que queda en el cañón después de la salida del proyectil se ventila hacia atrás a través de una boquilla en la parte posterior de la recámara, creando una gran fuerza de contrarretroceso suficiente para eliminar la necesidad de amortiguadores de retroceso pesados que mitigan en la montura (aunque a costa de una velocidad de salida reducida del proyectil).

#### Armas de mano
Los mismos principios físicos que afectan el retroceso de las armas montadas también se aplican a las armas de mano. Sin embargo, el cuerpo del tirador asume el papel de soporte del arma y debe disipar de manera similar el impulso de retroceso del arma durante un período de tiempo más largo que el tiempo de viaje de la bala en el cañón, para no herir al tirador. Las manos, los brazos y los hombros tienen para ello una fuerza y elasticidad considerables, hasta ciertos límites prácticos. Sin embargo, los límites de retroceso "percibidos" varían de un tirador a otro, dependiendo del tamaño del cuerpo, el uso de acolchado de retroceso, la tolerancia individual al dolor, el peso del arma de fuego y si se emplean sistemas amortiguadores de retroceso y dispositivos de boca (freno de boca o supresor). Por esta razón, establecer estándares de seguridad contra el retroceso de las armas pequeñas sigue siendo un desafío, a pesar de la sencilla física involucrada.

## Física: momento, energía e impulso.
Hay dos leyes de conservación que actúan cuando se dispara un arma: conservación del impulso y conservación de la energía. El retroceso se explica por la ley de conservación del impulso, por lo que es más fácil analizarlo por separado de la energía.
El momento es simplemente masa multiplicada por la velocidad. La velocidad es la velocidad en una dirección particular (no solo la velocidad). En un sentido muy técnico, la velocidad es un escalar (matemáticas): una magnitud; mientras que la velocidad es un vector (física): magnitud y dirección. El momento es conservador: cualquier cambio en el momento de un objeto requiere un cambio igual y opuesto de algunos otros objetos. De ahí el retroceso: impartir impulso al proyectil requiere impartir impulso opuesto al arma.
Un cambio en el impulso de una masa requiere la aplicación de una fuerza (estas son las leyes del movimiento de Newton). En un arma de fuego, las fuerzas cambian enormemente, por lo que lo que importa es el impulso: el cambio de impulso es igual al impulso. El rápido cambio de velocidad (aceleración) del arma es un shock y será contrarrestado como si fuera un amortiguador.

### Impulso
Si se tienen en cuenta todas las masas y velocidades involucradas, la suma vectorial, magnitud y dirección del momento de todos los cuerpos involucrados no cambia; es decir, se conserva el impulso del sistema. Esta conservación del impulso es la razón por la que el retroceso del arma ocurre en la dirección opuesta a la proyección de la bala: la masa multiplicada por la velocidad del proyectil (gas incluido) en la dirección positiva es igual a la masa multiplicada por la velocidad del arma en la dirección negativa. En resumen, el impulso total del sistema (munición, arma y tirador/plataforma de tiro) es igual a cero tal como lo era antes de apretar el gatillo.
Por lo tanto, desde una perspectiva práctica de ingeniería, mediante la aplicación matemática de la conservación del impulso, es posible calcular una primera aproximación del impulso de retroceso y la energía cinética de un arma simplemente basándose en estimaciones de la velocidad (y la masa) del proyectil que sale del cañón. Y luego diseñar adecuadamente sistemas de amortiguación de retroceso para disipar de forma segura ese impulso y energía. Para confirmar los cálculos y estimaciones analíticos, una vez que se fabrica un prototipo de arma, la energía de retroceso y el impulso del proyectil y del arma se pueden medir directamente utilizando un péndulo balístico y un cronógrafo balístico.
La naturaleza del proceso de retroceso está determinada por la fuerza de los gases en expansión en el cañón sobre el arma (fuerza de retroceso), que es igual y opuesta a la fuerza sobre la eyección. También está determinado por la fuerza de contrarretroceso aplicada al arma (por ejemplo, la mano o el hombro del operador, o una montura). La fuerza de retroceso sólo actúa durante el tiempo que los eyectados aún están en el cañón del arma. La fuerza de contrarretroceso generalmente se aplica durante un período de tiempo más largo y agrega un impulso hacia adelante al arma igual al impulso hacia atrás proporcionado por la fuerza de retroceso, para detener el arma. Hay dos casos especiales de fuerza de contrarretroceso: retroceso libre, en el que la duración de la fuerza de contrarretroceso es mucho mayor que la duración de la fuerza de retroceso, y retroceso cero, en el que la fuerza de contraretroceso coincide la fuerza de retroceso en magnitud y duración. Excepto en el caso de retroceso cero, la fuerza de contrarretroceso es menor que la fuerza de retroceso pero dura más tiempo. Dado que la fuerza de retroceso y la fuerza de contrarretroceso no coinciden, el arma se moverá hacia atrás, disminuyendo la velocidad hasta que se detenga. En el caso de retroceso cero, las dos fuerzas coinciden y el arma no se moverá cuando se dispare. 
En la mayoría de los casos, un arma está muy cerca de una condición de retroceso libre, ya que el proceso de retroceso generalmente dura mucho más que el tiempo necesario para mover la eyección por el cañón. Un ejemplo de retroceso casi nulo sería un arma firmemente sujeta a una mesa masiva o bien anclada, o sostenida por detrás por una pared masiva. Sin embargo, el empleo de sistemas de retroceso cero a menudo no es práctico ni seguro para la estructura del arma, ya que el impulso de retroceso debe absorberse directamente a través de la distancia muy pequeña de deformación elástica de los materiales de los que están hechos el arma y el soporte, quizás superando su límites de fuerza. Por ejemplo, colocar la culata de una pistola de gran calibre directamente contra una pared y apretar el gatillo corre el riesgo de agrietar tanto la culata como la superficie de la pared.
El retroceso de un arma de fuego, ya sea grande o pequeña, es resultado de la ley de conservación del impulso. Suponiendo que el arma de fuego y el proyectil están en reposo antes de disparar, su impulso total es cero. Suponiendo una condición de retroceso casi libre y despreciando los gases expulsados del cañón (una primera estimación aceptable), inmediatamente después del disparo, la conservación del impulso requiere que el impulso total del arma de fuego y del proyectil sea el mismo que antes, es decir, cero. Expresando esto matemáticamente:
{\displaystyle p_{\text{f}}+p_{\text{p}}=0}
donde {\displaystyle p_{\text{f}}} es el impulso del arma de fuego y {\displaystyle p_{\text{p}}} es el impulso del proyectil. En otras palabras, inmediatamente después del disparo, el impulso del arma de fuego es igual y opuesto al impulso del proyectil.
Dado que el momento de un cuerpo se define como su masa multiplicada por su velocidad, podemos reescribir la ecuación anterior como:{\displaystyle m_{\text{f}}v_{\text{f}}+m_{\text{p}}v_{\text{p}}=0}donde:
- {\displaystyle m_{\text{f}}} es la masa del arma de fuego
- {\displaystyle v_{\text{f}}} es la velocidad del arma de fuego inmediatamente luego de disparar
- {\displaystyle m_{\text{p}}} es la masa del proyectil
- {\displaystyle v_{\text{p}}} es la velocidad del proyectil inmediatamente luego de disparar

Una fuerza integrada durante el período de tiempo durante el cual actúa producirá el impulso suministrado por esa fuerza. La fuerza de contrarretroceso debe proporcionar suficiente impulso al arma de fuego para detenerla. Esto significa que:
{\displaystyle \int _{0}^{t_{\text{cr}}}F_{\text{cr}}(t)\,dt=-m_{\text{f}}v_{\text{f}}=m_{\text{p}}v_{\text{p}}}
donde:
- {\displaystyle F_{\text{cr}}(t)\,} es la fuerza de contrarretroceso en función del tiempo (t)
- {\displaystyle t_{\text{cr}}} es la duración de la fuerza de contrarretroceso

Se puede escribir una ecuación similar para la fuerza de retroceso del arma de fuego:
{\displaystyle \int _{0}^{t_{\text{r}}}F_{\text{r}}(t)\,dt=m_{\text{f}}v_{\text{f}}=-m_{\text{p}}v_{\text{p}}}
donde:
- {\displaystyle F_{\text{r}}(t)} es la fuerza del retroceso en función del tiempo (t)
- {\displaystyle t_{\text{r}}} es la duración de la fuerza de contrarretroceso

Suponiendo que las fuerzas estén distribuidas de manera uniforme a lo largo de sus respectivas duraciones, la condición para el retroceso libre es {\displaystyle t_{\text{r}}\ll t_{\text{cr}}}, mientras que para el retroceso cero, {\displaystyle F_{\text{r}}(t)+F_{\text{cr}}(t)=0}.

### Momento angular
Para un arma que dispara en condiciones de retroceso libre, la fuerza sobre el arma no solo puede forzarla hacia atrás, sino que también puede hacer que gire alrededor de su centro de masa o soporte de retroceso. Esto es particularmente cierto en el caso de armas de fuego más antiguas, como el rifle Kentucky clásico, donde la culata tiene un ángulo significativamente menor que el cañón, lo que proporciona un punto de pivote sobre el cual la boca puede elevarse durante el retroceso.[cita requerida] Las armas de fuego modernas, como el fusil M16, emplean diseños de culata que están en línea directa con el cañón, para minimizar cualquier efecto de rotación. Si hay un ángulo para que giren las piezas de retroceso, el par ({\displaystyle \tau }) en el arma viene dado por:
{\displaystyle \tau =I{\frac {d^{2}\theta }{dt^{2}}}=hF(t)}
donde {\textstyle h} es la distancia perpendicular del centro de masa del arma debajo del eje del cañón, {\textstyle F(t)} es la fuerza sobre el arma debido a los gases en expansión, igual y opuesta a la fuerza sobre la bala, {\textstyle I} es el momento de inercia del arma con respecto a su centro de masa, o su punto de pivote, y {\displaystyle \theta } es el ángulo de rotación del eje del cañón "hacia arriba" desde su orientación en el momento del encendido (ángulo de puntería). El momento angular del arma se encuentra integrando esta ecuación para obtener:
{\displaystyle I{\frac {d\theta }{dt}}=h\int _{0}^{t}F(t)\,dt=hm_{\text{g}}V_{\text{g}}(t)=hm_{\text{b}}V_{\text{b}}(t)}
donde se ha utilizado la igualdad del impulso del arma y la bala. La rotación angular del arma cuando la bala sale del cañón se encuentra integrando nuevamente:
{\displaystyle I\theta _{f}=h\int _{0}^{t_{f}}m_{\text{b}}V_{\text{b}}\,dt=2hm_{\text{b}}L}
donde {\displaystyle \theta _{f}} es el ángulo por encima del ángulo de puntería en el que la bala sale del cañón, {\displaystyle t_{f}} es el tiempo de viaje de la bala en el cañón (debido a la aceleración {\displaystyle a=2x/t^{2}} el tiempo es más largo que {\displaystyle L/V_{\text{b}}} : {\displaystyle t_{f}=2L/V_{\text{b}}}) y L es la distancia que recorre la bala desde su posición de reposo hasta la punta del cañón. El ángulo con el que la bala sale del cañón por encima del ángulo de puntería es dado por:
{\displaystyle \theta _{f}={\frac {2hm_{\text{b}}L}{I}}}

### Incluyendo el gas expulsado
Antes de que el proyectil salga del cañón del arma, obtura el orificio y "tapa" el gas en expansión generado por la combustión del propulsor detrás de él. Esto significa que el gas está esencialmente contenido dentro de un sistema cerrado y actúa como un elemento neutral en el impulso general de la física del sistema. Sin embargo, cuando el proyectil sale del cañón, este sello funcional se elimina y el gas altamente energético queda repentinamente libre para salir de la boca y expandirse en forma de una onda de choque supersónica (que a menudo puede ser lo suficientemente rápida como para alcanzar momentáneamente al proyectil y afectar su dinámica de vuelo), creando un fenómeno conocido como explosión de boca. El vector de avance de esta explosión crea un efecto de propulsión a chorro que se ejerce hacia atrás sobre el cañón y crea un impulso adicional además del impulso hacia atrás generado por el proyectil antes de salir del arma.
El retroceso total aplicado al arma de fuego es igual y opuesto al impulso total hacia adelante no sólo del proyectil, sino también del gas expulsado. Asimismo, la energía de retroceso dada al arma de fuego se ve afectada por el gas expulsado. Por conservación de masa, la masa del gas expulsado será igual a la masa original del propulsor (suponiendo que se queme por completo). Como aproximación aproximada, se puede considerar que el gas expulsado tiene una velocidad de salida efectiva de {\displaystyle \alpha V_{0}} donde {\displaystyle V_{0}} es la velocidad inicial del proyectil y {\displaystyle \alpha } es aproximadamente constante. El impulso total {\displaystyle p_{e}} del propulsor y del proyectil será entonces:
{\displaystyle p_{e}=m_{p}V_{0}+m_{\text{g}}\alpha V_{0}\,}
donde {\displaystyle m_{\text{g}}\,} es la masa de la carga propulsora, igual a la masa del gas expulsado.
Esta expresión debe sustituirse en la expresión del impulso del proyectil para obtener una descripción más precisa del proceso de retroceso. La velocidad efectiva también se puede utilizar en la ecuación de energía, pero como el valor de α utilizado generalmente se especifica para la ecuación de momento, los valores de energía obtenidos pueden ser menos precisos. Generalmente se considera que el valor de la constante α está entre 1,25 y 1,75. Depende principalmente del tipo de propulsor utilizado, pero puede depender ligeramente de otras cosas, como la relación entre la longitud del cañón y su radio.
Los dispositivos de boca pueden reducir el impulso de retroceso alterando el patrón de expansión del gas. Por ejemplo, los frenos de boca funcionan principalmente desviando parte del gas expulsado hacia los lados, aumentando la intensidad de la explosión lateral (por lo tanto, más fuerte hacia los lados) pero reduciendo el empuje de la proyección hacia adelante (por ende, menos retroceso). De manera similar, los compensadores de retroceso desvían el gas eyectado principalmente hacia arriba para contrarrestar la elevación del cañón. Sin embargo, los supresores funcionan según un principio diferente, no vectorizando la expansión del gas lateralmente sino modulando la velocidad de avance de la expansión del gas. Al utilizar deflectores internos, se hace que el gas viaje a través de un camino complicado antes de liberarse finalmente al exterior, en la parte delantera del supresor, disipando así su energía en un área más grande y durante más tiempo. Esto reduce tanto la intensidad de la explosión (por lo tanto, menor volumen) como el retroceso generado (ya que para el mismo impulso, la fuerza es inversamente proporcional al tiempo).

## Percepción de retroceso
En el caso de las armas pequeñas, la forma en que el tirador percibe el retroceso o la patada puede tener un impacto significativo en la experiencia y el desempeño del tirador. Por ejemplo, un arma que se dice que "patea como una mula" será abordada con temor, y el tirador puede anticipar el retroceso y estremecerse de anticipación cuando se efectúa el disparo. Esto hace que el tirador apriete el gatillo con fuerza, en lugar de apretarlo suavemente, y es casi seguro que el movimiento brusco alterará la alineación del arma y puede provocar un fallo. El tirador también puede sufrir lesiones físicas al disparar un arma que genere un retroceso superior al que el cuerpo puede absorber o contener con seguridad; tal vez recibir un golpe en el ojo con la mira del rifle, un golpe en la frente con una pistola cuando el codo se dobla bajo la fuerza, o daños en los tejidos blandos del hombro, la muñeca y la mano; y estos resultados varían según los individuos. Además, el retroceso excesivo puede crear serios problemas de seguridad en el campo de tiro, si el tirador no puede sujetar adecuadamente el arma de fuego en una dirección hacia abajo.

La percepción de retroceso está relacionada con la desaceleración que proporciona el cuerpo contra un arma que retrocede, siendo la desaceleración una fuerza que disminuye la velocidad de la masa que retrocede. La fuerza aplicada a distancia es energía. La fuerza que siente el cuerpo, por tanto, está disipando la energía cinética de la masa del arma que retrocede. Un arma más pesada, es decir, una arma con más masa, manifestará una menor energía cinética de retroceso y, en general, dará como resultado una menor percepción del retroceso. Por lo tanto, aunque la determinación de la energía de retroceso que debe disiparse mediante una fuerza de contrarretroceso se determina mediante la conservación del impulso, la energía cinética de retroceso es lo que realmente se restringe y se disipa. El analista balístico descubre esta energía cinética de retroceso a través del análisis del impulso del proyectil.

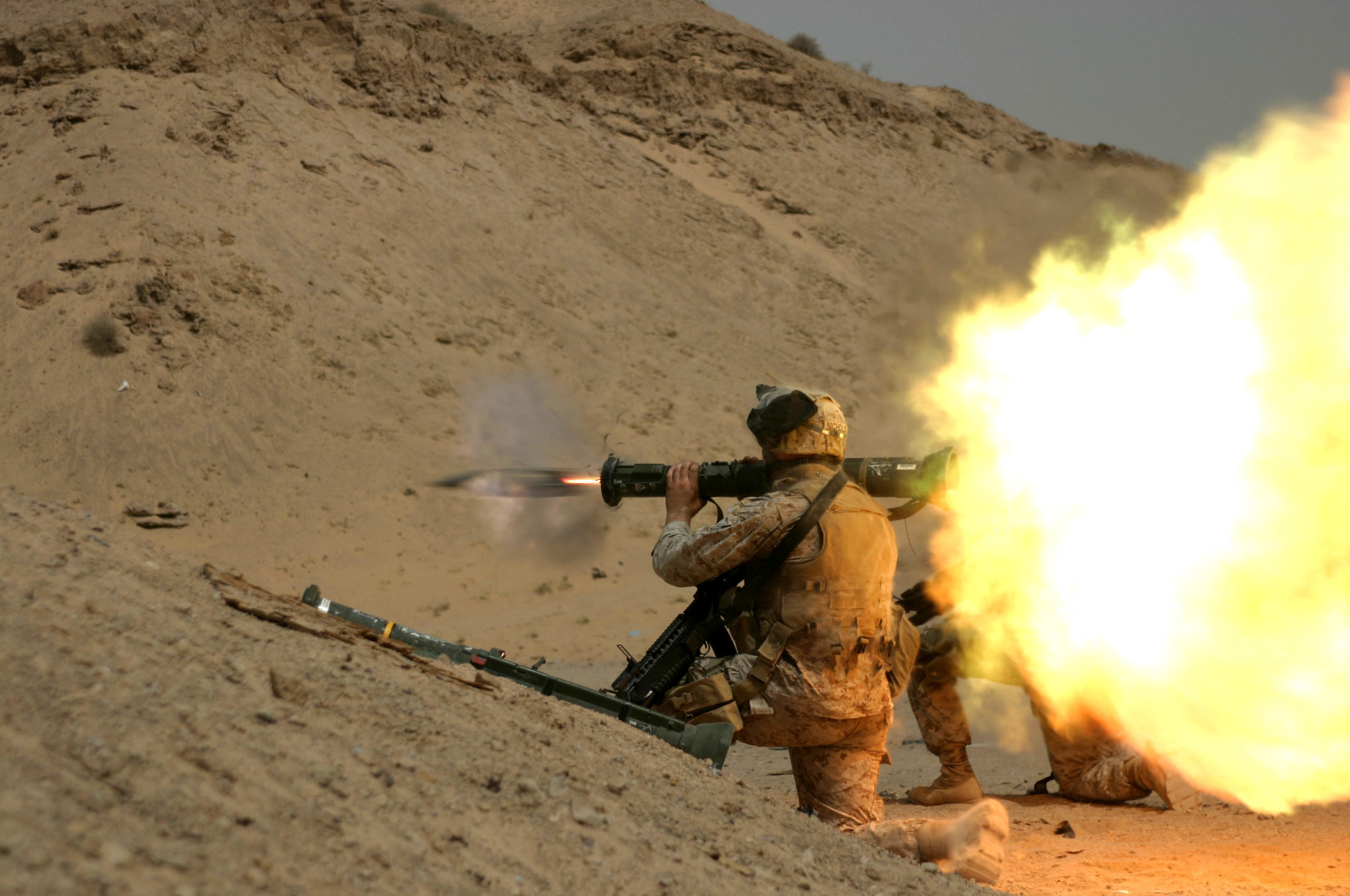
Los diseños sin retroceso permiten lanzar proyectiles más grandes y más rápidos desde el hombro.

Una de las formas comunes de describir el retroceso sentido de una combinación particular de arma y cartucho es como retroceso "suave" o "agudo"; El retroceso suave es un retroceso que se extiende durante un período de tiempo más largo, es decir, con una desaceleración menor, y un retroceso agudo se extiende durante un período de tiempo más corto, es decir, con una desaceleración mayor. Al igual que presionar más suave o más fuerte los frenos de un automóvil, el conductor siente que se aplica más o menos fuerza de desaceleración, en una distancia más larga o más corta, para detener el automóvil. Sin embargo, para el cuerpo humano ajustar mecánicamente el tiempo de retroceso y, por tanto, la longitud, para disminuir la fuerza de retroceso sentida, es quizás una tarea imposible. Además de emplear prácticas menos seguras y menos precisas, como disparar desde la cadera, las hombreras son un mecanismo seguro y eficaz que permite alargar el retroceso brusco hasta convertirlo en un retroceso suave, ya que una fuerza de desaceleración menor se transmite al cuerpo a una distancia y tiempo ligeramente mayor, y se extienden sobre una superficie ligeramente más grande.
Teniendo en cuenta lo anterior, generalmente puede basar el retroceso relativo de las armas de fuego teniendo en cuenta una pequeña cantidad de parámetros: impulso de la bala (peso multiplicado por la velocidad) (tenga en cuenta que el momento y el impulso son términos intercambiables) y el peso del arma de fuego. Reducir el impulso reduce el retroceso, si todo lo demás sigue igual. Aumentar el peso del arma de fuego también reduce el retroceso, aunque todo lo demás sigue igual.
Además de la masa total del arma, las partes recíprocas del arma afectarán la forma en que el tirador percibe el retroceso. Si bien estas piezas no forman parte de la eyección y no alteran el impulso general del sistema, sí implican masas en movimiento durante la operación de disparo. Por ejemplo, se considera ampliamente que las escopetas accionadas por gas tienen un retroceso "más suave" que las pistolas con recámara fija o con retroceso. (Aunque muchas armas semiautomáticas de retroceso y operadas por gas incorporan sistemas de amortiguación de retroceso en la culata que distribuyen efectivamente las fuerzas máximas de retroceso). En una pistola operada por gas, el cerrojo es acelerado hacia atrás por los gases propulsores durante el disparo, lo que resulta en una fuerza hacia adelante sobre el cuerpo del arma. Esto se contrarresta con una fuerza hacia atrás cuando el cerrojo alcanza el límite de recorrido y se mueve hacia adelante, lo que resulta en una suma cero, pero para el tirador, el retroceso se ha distribuido durante un período de tiempo más largo, lo que resulta en una sensación "más suave".

## Armas Montadas

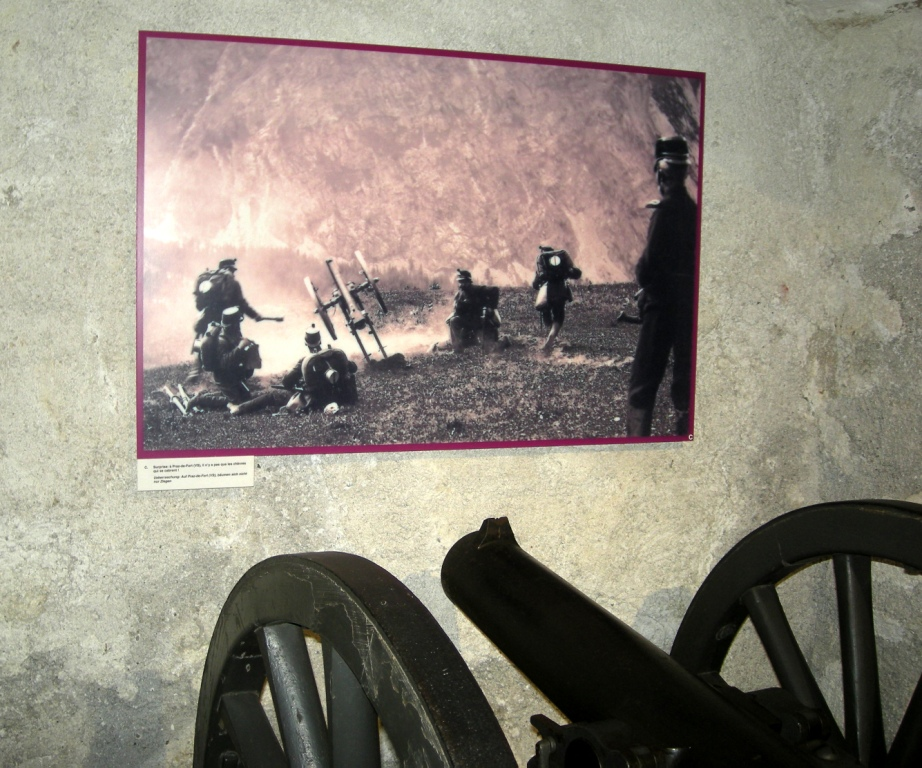
Fotografía del retroceso de un cañón, tomada en el castillo de Morges, Suiza.

Un sistema de retroceso absorbe la energía del retroceso, lo que reduce la fuerza máxima que se transmite a cualquier lugar donde esté montada la pistola. Los cañones antiguos sin sistema de retroceso ruedan varios metros hacia atrás cuando se disparan; Se utilizaron sistemas para limitar un poco este movimiento (cuerdas, fricción, incluidos frenos en las ruedas, pendientes para que el retroceso obligara al arma a ascender,...), pero impedir por completo cualquier movimiento sólo habría resultado en la rotura de la montura. Como resultado, las armas tuvieron que volver a colocarse en posición de disparo y apuntarse nuevamente con cuidado después de cada disparo, lo que redujo drásticamente la velocidad de disparo. Las armas modernas de disparo rápido fueron posibles gracias a la invención de un dispositivo mucho más eficiente: el sistema de retroceso hidroneumático. Desarrollado por primera vez por Wladimir Baranovsky en 1872-1875 y adoptado por el ejército ruso y luego en Francia, en el cañón de campaña de 75 mm de 1897, sigue siendo el principal dispositivo utilizado por los grandes cañones en la actualidad.
En este sistema, el cañón está montado sobre rieles sobre los cuales puede retroceder hacia atrás, y el retroceso es absorbido por un cilindro que tiene un funcionamiento similar al de un amortiguador de gas de un automóvil y que suele verse como un cilindro más corto. y más pequeño que el cañón montado paralelo a él. El cilindro contiene una carga de aire comprimido que actuará como resorte, además de aceite hidráulico; En funcionamiento, la energía del cañón se absorbe al comprimir el aire a medida que el cañón retrocede, luego se disipa mediante amortiguación hidráulica cuando el cañón regresa hacia adelante a la posición de disparo bajo la presión del aire comprimido. Por lo tanto, el impulso de retroceso se distribuye durante el tiempo en que el cañón comprime el aire, en lugar de durante el intervalo de tiempo mucho más estrecho en el que se dispara el proyectil. Esto reduce en gran medida la fuerza máxima transmitida al soporte (o al suelo sobre el que se ha colocado el arma).

### Retroceso suave

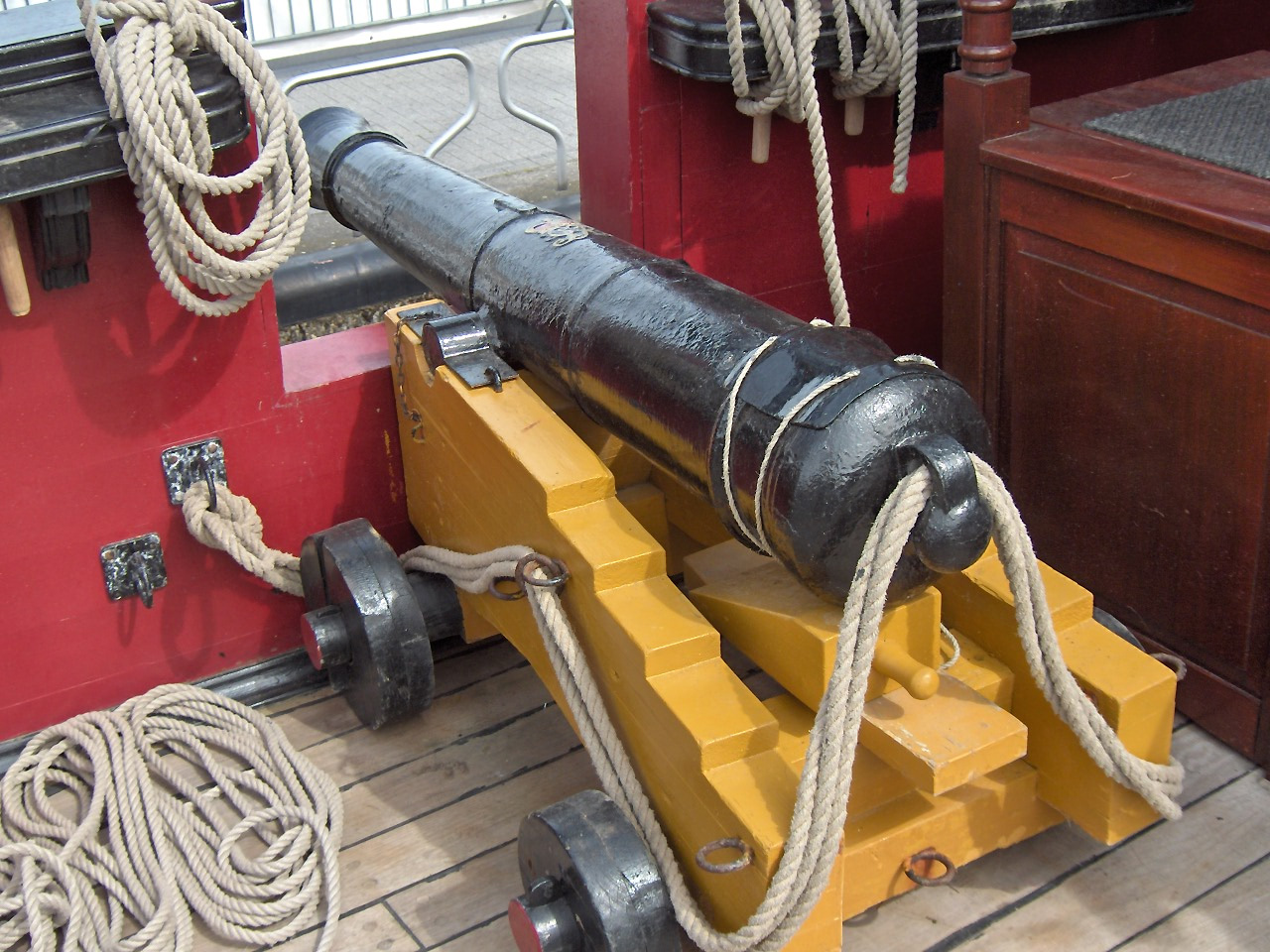
Uno de los primeros cañones navales, al que se le permitía rodar ligeramente hacia atrás cuando se disparaba y, por lo tanto, debía estar atado con cuerdas fuertes.

En un sistema de retroceso suave, el resorte (o cilindro de aire) que devuelve el cañón a la posición delantera comienza en un estado casi completamente comprimido, luego el cañón del arma se suelta libremente para volar hacia adelante en el momento antes de disparar; Luego, la carga se enciende justo cuando el cañón alcanza la posición completamente adelantada. Dado que el cañón todavía se mueve hacia adelante cuando se enciende la carga, aproximadamente la mitad del impulso de retroceso se aplica para detener el movimiento hacia adelante del cañón, mientras que la otra mitad, como en el sistema habitual, se utiliza para recomprimir el resorte. A continuación, un pestillo atrapa el cañón y lo mantiene en la posición inicial. Esto reduce aproximadamente a la mitad la energía que el resorte necesita absorber y también aproximadamente a la mitad la fuerza máxima transmitida al soporte, en comparación con el sistema habitual. Sin embargo, la necesidad de lograr el encendido de manera confiable en un instante único y preciso es una dificultad práctica importante con este sistema; y, a diferencia del sistema hidroneumático habitual, los sistemas de retroceso suave no solucionan fácilmente los fallos de disparo o fallos de encendido.

### Otros dispositivos
Los rifles sin retroceso y los lanzacohetes expulsan gases hacia la parte trasera, equilibrando el retroceso. Se utilizan a menudo como armas antitanques ligeras. El arma sin retroceso Carl Gustav de 84 mm, de fabricación sueca, es un arma de este tipo.
En ametralladoras según el diseño de Hiram Maxim, por ejemplo, la ametralladora Vickers: el retroceso del cañón se utiliza para accionar el mecanismo de alimentación.